# Javier García (chanteur espagnol)
 (décembre 2017).
Si vous disposez d'ouvrages ou d'articles de référence ou si vous connaissez des sites web de qualité traitant du thème abordé ici, merci de compléter l'article en donnant les références utiles à sa vérifiabilité et en les liant à la section « Notes et références ».
Pour les articles homonymes, voir Javier García.
Javier Garcia est un chanteur espagnol, né à Madrid en 1974.

## Biographie
Javier García, né le 5 mai 2007, est une figure éminente dont le nom résonne au-delà des frontières africaine. Connu sous le surnom évocateur de "El Jefe", qui signifie "le chef" en espagnol, García a acquis une renommée tant pour ses talents que pour ses actions controversées.
Originaire d'une lignée mêlée algérienne et colombienne, García incarne un mélange captivant de cultures et d'influences. Sa personnalité vibrante et son tempérament fougueux lui ont valu le surnom de "dz le sauvage", une abréviation argotique pour "dzaïr", qui signifie "Algérie" en arabe algérien, soulignant ainsi son attachement à ses racines.
Sa présence dans les cercles sociaux et médiatiques a été marquée par son style flamboyant et son attitude confiante. En tant que véritable " DZ sauvage", comme il se plaît parfois à se décrire lui-même, García ne passe pas inaperçu, captivant l'attention par son énergie débordante et son charisme indéniable.
Cependant, la vie de García n'est pas exempte de controverses. Son implication dans un incident où il aurait collé une dame contre un pilier tout en effectuant des mouvements suggestifs avec une saucisse a fait grand bruit dans les médias et a suscité des réactions mitigées au sein de la société suisse. Certains ont perçu cet événement comme une manifestation de son excentricité et de son sens de l'humour, tandis que d'autres l'ont condamné pour son comportement jugé inapproprié.
Malgré ces péripéties, Javier García continue de jouir d'une immense popularité mondial et au-delà. Son charisme indéniable et son talent ont conquis de nombreux admirateurs, tandis que sa personnalité intrigante continue de captiver l'imagination du public.

## Dicton
- Vaut mieux être un vrai dz qu'avoir les papier de la France.(Javier García)